# 2012-es szerbiai elnökválasztás

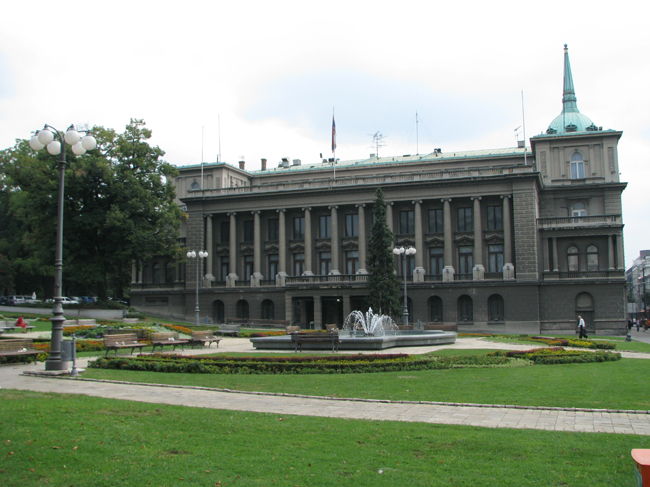
A belgrádi „Novi Dvor” épülete, a szerbiai köztársasági elnök székhelye

2012-ben Szerbiában elnökválasztást tartottak. Az első forduló május 6-án, a második május 20-án volt. Az első forduló napján parlamenti, vajdasági tartományi parlamenti és helyhatósági választásokat is tartottak. Az elnökválasztás győztese, Szerbia új elnöke Tomiszlav Nikolics, a Szerb Haladó Párt elnöke lett.

## Előzmények
2012. április 5-én, mandátumának 2013. február 13-i lejárta előtt 10 hónappal lemondott Borisz Tadics szerb államfő, hogy az államfőválasztás ugyanazon a napon lehessen, mint a parlamenti választások, így ezzel is segítse pártját, a Demokrata Pártot a parlamenti választásokon. Az új államfő megválasztásáig és hivatalba lépésig Szlavica Djukics-Dejanovics, a parlament elnöke látja el a köztársasági elnöki teendőket.
Tadics 2004 és 2008 között a Szerbia és Montenegró részét képező Szerbia államfője volt, és csak 2008 óta az önálló Szerbiáé, vagyis az új alkotmány szerint még egy 5 éves időszakra újraválasztható.

## Választási rendszer
Pártok részéről jelölt állításához 10 000 aláírás szükséges. Az első fordulóban az nyer, aki legalább a szavazatok 50%-a plusz 1 szavazatot kap. Ha ilyen nincs, akkor a két legjobban szereplő jelölt jut a második fordulóba, ahol a jobban szereplő jelölt nyer.
A választások lebonyolítását a Köztársasági Választási Bizottság (RIK) intézi.
A vitatott státusú Koszovó rendőrsége arra készült, hogy megakadályozza az ott élő szerbek részvételét a választáson. Végül itt az Európai Biztonsági és Együttműködési Szervezet (EBESZ) szervezte meg a választás lebonyolítását.

## Jelöltek
A választáson 12 jelölt indult, a szavazólapon szereplő sorrendben a következők:
|     |  | Kép                | Név                                                                 | Támogató párt(ok)                                     |
| --- |  | ------------------ | ------------------------------------------------------------------- | ----------------------------------------------------- |
| 1.  |  | Zoran Stanković    | Zoran Sztankovics, egészségügyi miniszter                           | Szerbia Egyesült Régiói                               |
| 2.  |  | Vladan Glišić      | Vladan Glisics                                                      | Független, a Dveri Szerb Szábor Egyesület támogatja   |
| 3.  |  | Boris Tadić        | Borisz Tadics, előző államfő                                        | „Választás a jobb életért” koalíció (Demokrata Párt)  |
| 4.  |  | Vojislav Koštunica | Vojiszlav Kostunica, korábbi miniszterelnök, volt jugoszláv államfő | Szerbiai Demokrata Párt                               |
| 5.  |  | Zoran Dragisics    | Zoran Dragisics                                                     | Független, a Munkások és Parasztok Mozgalma támogatja |
| 6.  |  |                    | Jadranka Seselj                                                     | Szerb Radikális Párt                                  |
| 7.  |  | Muamer Zukorlić    | Muamer Zukorlics                                                    | A szerbiai iszlám közösség muftija                    |
| 8.  |  | Nincs kép          | Danica Grujicsics                                                   | Szociáldemokrata Szövetség                            |
| 9.  |  | Ivica Dačić        | Ivica Dacsics belügyminiszter                                       | Szerbiai Szocialista Párt                             |
| 10. |  | Čedomir Jovanović  | Csedomir Jovanovics                                                 | „Fordulat” koalíció (Liberális Demokrata Párt)        |
| 11. |  | Pásztor István     | Pásztor István                                                      | Vajdasági Magyar Szövetség                            |
| 12. |  | Tomislav Nikolić   | Tomiszlav Nikolics                                                  | „Vigyük előre Szerbiát” koalíció (Szerb Haladó Párt)  |

## Közvéleménykutatások
Az egyes elnökjelöltek támogatottsága és a várható részvétel százalékban.
| Felmérés időpontja | Cég                             | Jelölt neve | Jelölt neve | Jelölt neve | Jelölt neve | Jelölt neve | Jelölt neve | Jelölt neve | Részvétel | Egyéb                                    |
| Felmérés időpontja | Cég                             | Nikolics    | Tadics      | Dacsics     | Jovanovics  | Kostunica   | Sztankovics | Seselj      | Részvétel | Egyéb                                    |
| ------------------ | ------------------------------- | ----------- | ----------- | ----------- | ----------- | ----------- | ----------- | ----------- | --------- | ---------------------------------------- |
| Felmérés időpontja | Cég                             |             |             |             |             |             |             |             | Részvétel | Egyéb                                    |
| 2012. április 2–5. | Ipsos Puls, Zágráb              | 29,7        | 31,6        | 12,4        | 5,9         | 9,1         | N/A         | N/A         | N/A       |                                          |
| 2012. április      | Partner Konsalting              | 30          | 26,5        | 11,4        | 5,8         | 5,1         | 3,7         | 3,2         | 65-67     | Második fordulóban Nikolics:Tadics 51:49 |
| 2012. április 8–9. | Nemzetközi Republikánus Intézet | 28          | 31          | 13          | 7           | 9           | 5           | 4           | N/A       |                                          |

## Eredmények

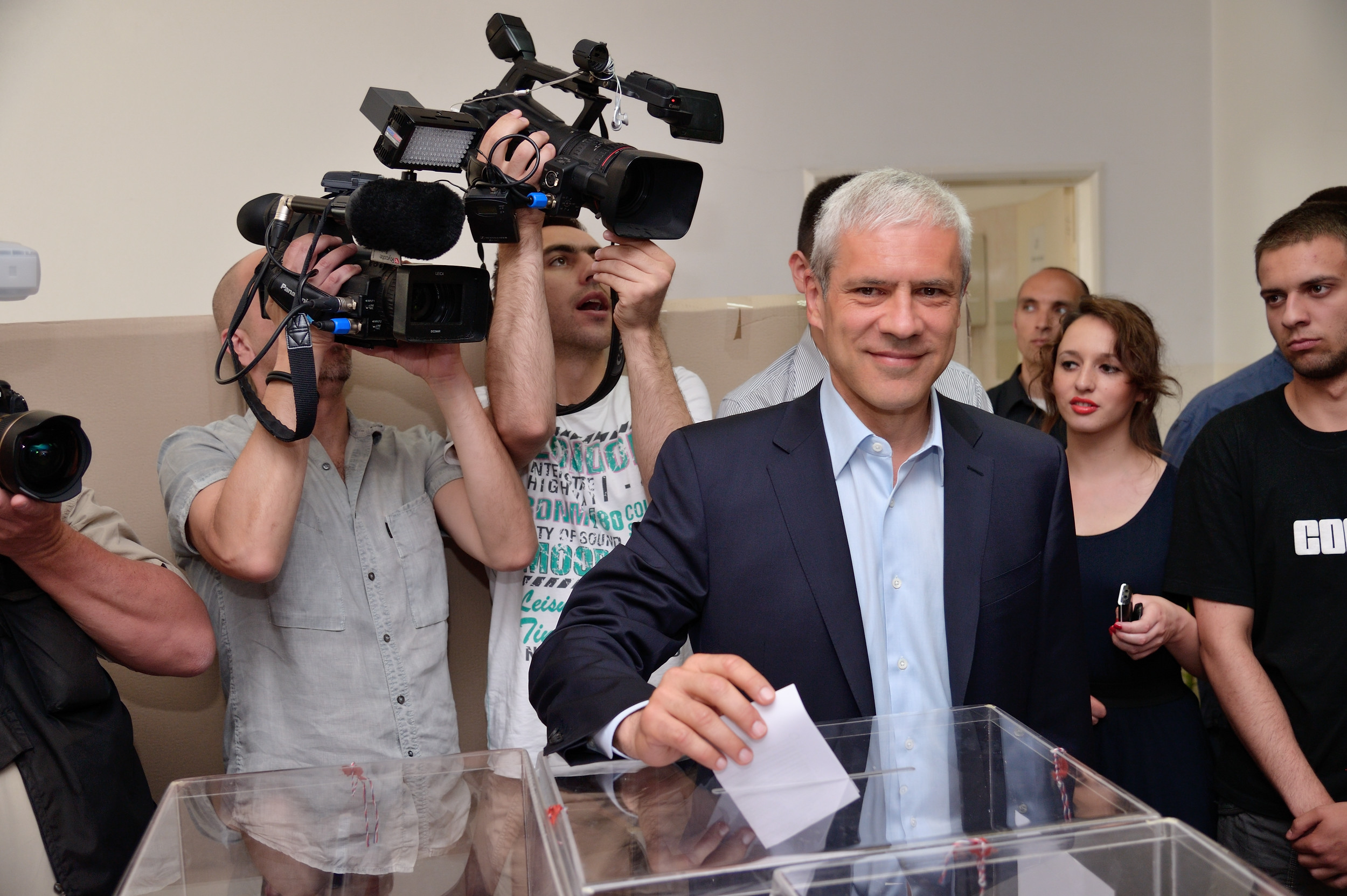
Borisz Tadics előző államfő szavaz az első fordulóban

### Első forduló
A 2012. május 6-án tartott első forduló végeredménye:
|                                                         |                                                         | Száma                       | Aránya (%)       |
| ------------------------------------------------------- | ------------------------------------------------------- | --------------------------- | ---------------- |
| Választásra jogosultak                                  | Választásra jogosultak                                  | 6 770 013                   | 100              |
| Leadott szavazatok - ebből érvényes - ebből érvénytelen | Leadott szavazatok - ebből érvényes - ebből érvénytelen | 3 908 652 3 733 992 174 660 | 57,73 95,53 4,47 |
| Jelölt                                                  | Jelölt                                                  | Szavazat                    | Százalék         |
|                                                         | Borisz Tadics                                           | 989 454                     | 25,31            |
|                                                         | Tomiszlav Nikolics                                      | 979 216                     | 25,05            |
|                                                         | Ivica Dacsics                                           | 556 013                     | 14,23            |
|                                                         | Vojiszlav Kostunica                                     | 290 861                     | 7,44             |
|                                                         | Zoran Sztankovics                                       | 257 054                     | 6,58             |
|                                                         | Csedomir Jovanovics                                     | 196 668                     | 5,03             |
|                                                         | Jadranka Seselj                                         | 147 793                     | 3,78             |
|                                                         | Vladan Glisics                                          | 108 303                     | 2,77             |
|                                                         | Pásztor István                                          | 63 420                      | 1,62             |
|                                                         | Zoran Dragisics                                         | 60 116                      | 1,54             |
|                                                         | Muamer Zukorlics                                        | 54 492                      | 1,39             |
|                                                         | Danica Grujicsics                                       | 30 602                      | 0,78             |
| Összesen                                                | Összesen                                                | 3 733 992                   | 100              |

Borisz Tadics (Demokrata Párt) és Tomiszlav Nikolics (Szerb Haladó Párt) jutott a második fordulóba épp úgy, mint 4 évvel korábban. Tadics megállapodott a harmadik helyezett szocialista Ivica Dacsiccsal, hogy az őt fogja támogatni a második fordulóban cserébe a kormánykoalíció folytatásáért. Tadics mellett állt ki Csedomir Jovanovics, az LDP és Pásztor István, a VMSZ elnöke is. Nikolicsot Vojiszlav Kostunica támogatta. Veszna Pesics liberális szociológus és aktivista is a Nikolicsra való szavazásra szólított fel.

### Második forduló
A 2012. május 20-án tartott második forduló végeredménye:
|                                                         |                                                         | Száma                      | Aránya (%)       |
| ------------------------------------------------------- | ------------------------------------------------------- | -------------------------- | ---------------- |
| Választásra jogosultak                                  | Választásra jogosultak                                  | 6 771 479                  | 100              |
| Leadott szavazatok - ebből érvényes - ebből érvénytelen | Leadott szavazatok - ebből érvényes - ebből érvénytelen | 3 132 679 3 034 015 98 664 | 46,26 96,85 3,15 |
| Jelölt                                                  | Jelölt                                                  | Szavazat                   | Százalék         |
|                                                         | Tomiszlav Nikolics                                      | 1 552 063                  | 51,16            |
|                                                         | Borisz Tadics                                           | 1 481 952                  | 48,84            |
| Összesen                                                | Összesen                                                | 3 034 015                  | 100              |

## Politikai következmények
Tomiszlav Nikolics győzelme váratlan volt, mert a közvéleménykutatások Tadics sikerét jelezték előre. Az eredményt az alacsony részvétellel és Tadics szavazóinak elkényelmesedésével magyarázták, akik a biztos győzelem hitében inkább otthon maradtak. Nem igazolódott az sem, hogy a harmadik helyezett jelölt Szerbiai Szocialista Pártjának szavazói automatikusan a volt koalíciós társ Demokrata Párt elnökét támogatták volna.
Tomiszlav Nikolics május 24-én lemondott a pártelnökségről, május 31-én pedig letette az államfői esküt az új szerbiai parlament előtt.

## Lásd még
- 2008-as szerbiai elnökválasztás

## Külső hivatkozások
- Köztársasági Választási Bizottság (szerbül és angolul)